# Palaye Royale
I Palaye Royale sono una band rock formatasi a Las Vegas composta dai fratelli Remington Leith, Sebastian Danzig e Emerson Barrett. I fratelli formarono la band nel 2008 con il nome di Kropp Circle, in seguito cambiarono il nome in Palaye Royale nell'estate del 2011. Il nome fu preso dalla sala da ballo Palais Royale a Toronto, dove i loro nonni si incontrarono per la prima volta. Il loro singolo "Get Higher" ha raggiunto il 27º posto nella classifica Billboard Modern Rock Charts ed è stata la prima band indipendente a vincere il premio March Madness di MTV, battendo artisti come i Linkin Park.

## Storia

### Kropp Circle (2008-2011)
I Palaye Royale hanno iniziato come una band chiamata Kropp Circle, con Sebastian Danzig sedicenne, Remington Leith quattordicenne e Emerson Barrett dodicenne. Nell'estate 2011, la band cambiò il proprio nome in Palaye Royale. Nel 2009, i Kropp Circle facevano parte di Radio Disney NBT (Next Big Thing).

### Morning Light e The Ends Beginning (2012–2013)
Dopo il cambio di nome, i Palaye Royale pubblicarono il loro primo singolo, "Morning Light" il 7 marzo 2012. Un anno dopo, il 7 luglio 2013, pubblicarono il loro primo EP di sei tracce, The Ends Beginning, che contiene "Die for Something Beautiful" e "Death Is A Party, Invite All Your Friends".

### Sumerian,Boom Boom Room (Side A)eAmerican Satan(2015–2017)
Nel dicembre 2015, la Sumerian Records annunciò di aver firmato un contratto con i Palaye Royale, e con ciò arrivò l'uscita del loro nuovo album Boom Boom Room (Side A), pubblicato il 24 giugno 2016.
L'album contiene tredici canzoni e due brani bonus, originariamente pubblicati come un EP a due tracce nel 2013, Get Higher / White. Alcune delle canzoni dell'album sono "Mr. Doctor Man", "Don't Feel Quite Right", "Ma Chérie" (con Kellin Quinn degli Sleeping with Sirens) e "Sick Boy Soldier".
Nel 2017, la voce di Remington è stata usata nel film American Satan, come voce cantante di Johnny Faust (interpretata da Andy Biersack).

### Boom Boom Room (Side B)(2018)
Leith, Danzig e Barrett iniziarono a registrare il loro secondo album nel gennaio 2018. Tuttavia, l'intero album fu scartato e registrato da zero nel corso di cinque mesi, per poi essere completato una settimana prima che la band partisse per l'ultimo Warped Tour, il 28 settembre 2018. Il disco è la seconda parte della saga "Boom Boom Room". Questo album include brani come "Death Dance" e "You'll Be Fine". Il loro tour mondiale, The Final Boom, supporta l'uscita dell'album. Il tour The Funeral Tour, nella primavera 2019, segnò la fine di un'era. I Palaye Royale aprirono per Rob Zombie e Marilyn Manson durante il tour Twins of Evil Tour nell'estate 2019.

### The Bastards(2020)
Il 20 marzo 2020 i Palaye Royale annunciarono la data di pubblicazione del loro terzo album The Bastards. Partirono per il tour "The Bastards" per segnare l'inizio di una nuova era. Viaggiarono per il Regno Unito e l'Europa, dovendo però interrompere il tour a causa dell'emergenza coronavirus.

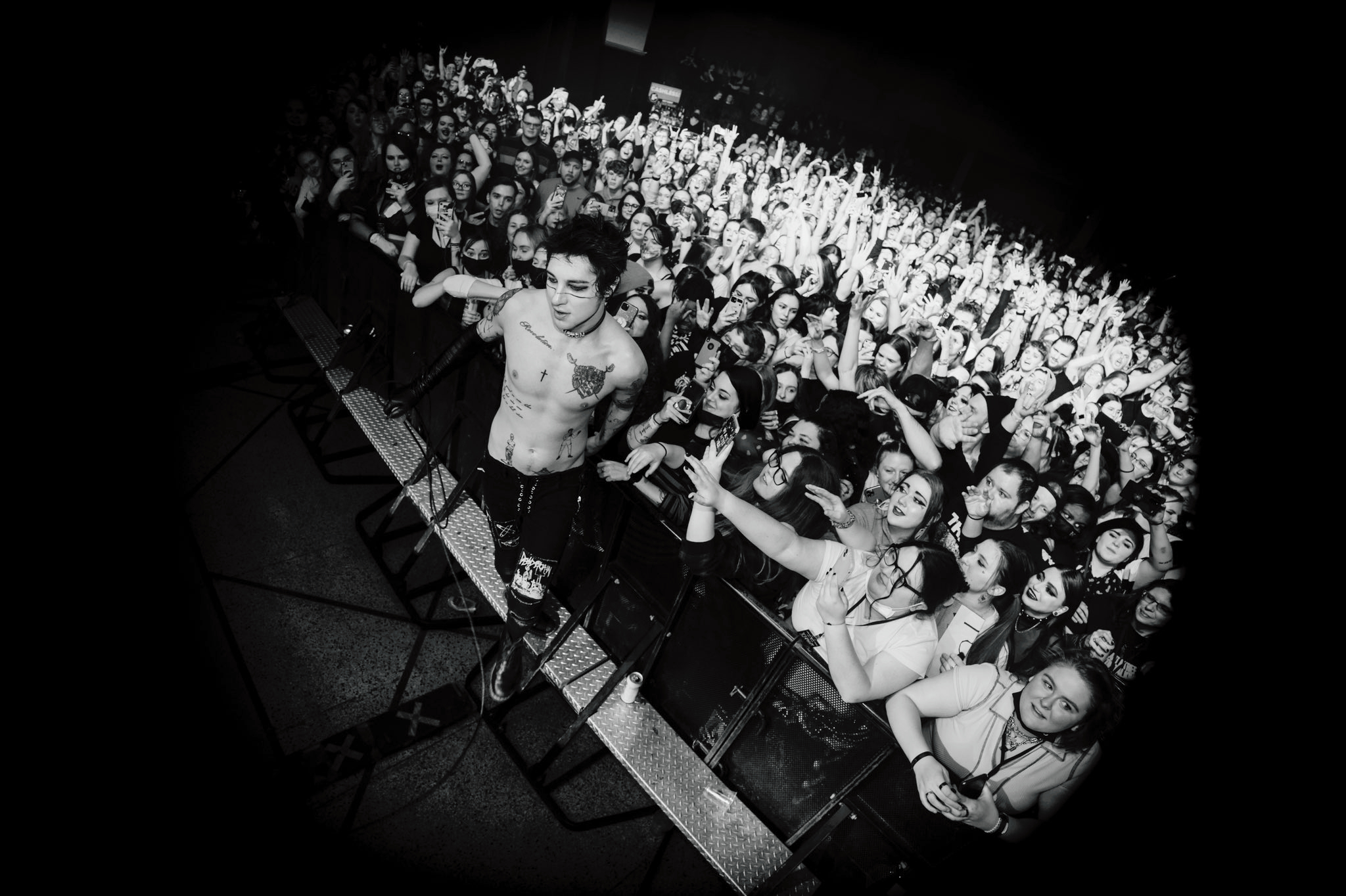
Remington Leith (voce) in concerto con la band

Il 29 maggio 2020, dopo due anni di lavoro, esce l'album The Bastards composto da quattordici brani e dalla traccia bonus "Lord of Lies". L'uscita è stata anticipata da diversi singoli come "Lonely". L'album contiene il brano "Tonight Is The Night I Die", presente nella colonna sonora della serie televisiva Paradise City. All'album ha lavorato anche il bassista Daniel Curcio, divenuto membro ufficiale nel 2019 e licenziato nel giugno 2020 a seguito delle accuse di molestie mosse da alcuni fan minorenni.

### Fever Dream(2021-presente)
Nell'estate del 2021 i Palaye Royale pubblicano i singoli No Love in LA e Punching Bag. L'ottobre dello stesso anno esce anche Paranoid.
Nel 2022 la band pubblica i singoli Broken e Fever Dream, singolo con il quale annunciano il loro quarto album Fever Dream, uscito il 27 ottobre 2022. Del nuovo album la band ha pubblicato in anteprima il singolo Lifeless Stars, un brano dedicato ai fan.
Il 23 giugno esce il singolo Debilitate insieme alle Pussy Riot (precedentemente compreso come bonus track nell'edizione giapponese di Fever Dream). Il 1º dicembre 2023 esce il singolo Dead to Me, ad anticipare l'EP Sextape in uscita l'8 dicembre.

## Stile musicale
Lo stile della band è stato spesso descritto come Glam Rock e Art Rock ma anche indie rock e Garage rock, influenzati da band e artisti come The Animals, The Faces, Small Faces, The Rolling Stones, The Doors, David Bowie, T. Rex, The Velvet Underground con un pizzico di musica classica. Il loro stile artistico è influenzato anche dal regista Tim Burton, come si vede nel videoclip del brano "You'll Be Fine".

## Formazione

### Formazione Attuale
- Remington Leith – voce solista (2008-presente)
- Sebastian Danzig – chitarra, tastiere (2008-presente)
- Emerson Barrett – batteria, pianoforte (2008-presente)
- Andrew Martin – chitarra (membro in tournée) (2018-presente)
- Jennie Vee – basso (membro in tournée) (2021-presente)
- Logan Baudéan - basso (membro in tournée) (2021-presente)

### Ex componenti
- Daniel Curcio – basso (2018-2020)

## Discografia

### Album in studio
- Boom Boom Room (Side A) (2016)
- Boom Boom Room (Side B) (2018)
- The Bastards (2020)
- The Fever Dream (2022)
- Death Or Glory (2024)

### EP
- The End's Beginning (2013)
- Get Higher / White (2013)

### Singoli
- Morning Light (2012)
- Get higher (2013)
- You'll Be Fine (2018)
- Fucking With My Head (2019)
- Nervous Breakdown (2019)
- Hang On To Yourself (2019)
- Massacre, The New American Dream (2019)
- Lonely (2020)
- Little Bastards (2020)
- Anxiety (2020)
- Mad World (2020)
- No Love in LA (2021)
- Punching Bag (2021)
- Paranoid (2021)
- Broken (2022)
- Fever Dream (2022)
- Lifeless Stars (2022)

## Premi e nomination
| Anno | Premio                         | Categoria                      | Risultato       |
| ---- | ------------------------------ | ------------------------------ | --------------- |
| 2017 | Alternative Press Music Awards | Best Underground Band          | Candidato/a     |
| 2018 | Rock Sound Awards              | Best Breakthrough Artist       | Vincitore/trice |
| 2020 | The Juno Awards                | Breakthrough Group of the Year | Candidato/a     |